# Slipping Through My Fingers
Slipping Through My Fingers är en sång skriven av Benny Andersson och Björn Ulvaeus som spelades in av den svenska popgruppen Abba och togs med på deras åttonde studioalbum The Visitors 1981. Agnetha Fältskog sjunger verserna och texten behandlar en moders upplevelse av sin dotters uppväxt, när dottern är på väg till skolan.
Som singel släpptes den endast i Japan, på en röd vinylpromosingel för The Coca-Cola Company (bild) och B-sidan var endast en bildsida och hade inget ljudspår.

## Spansk version
Abba spelade in Slipping Through My Fingers med spansk text av Buddy och Mary McCluskey och den fick titeln Se Me Está Escapando. Den spanska versionen släpptes på singelskiva i spanskspråkiga länder och låg även på de sydamerikanska versionerna av albumet The Visitors. Versionen släpptes första gången på CD 1994 på Polydors samlingsalbum Más Abba Oro, och 1999 togs den med på den utökade återutgåvan av Oro – Grandes Éxitos.

## Coverversioner
- Sången används i Abba-musikalen Mamma Mia! sedan premiären 1999, liksom i 2008 års filmatisering där den sjungs av skådespelerskan Meryl Streep. När musikalen spelades på svenska hade sången fått titeln Kan man ha en solkatt i en bur? med text av Niklas Strömstedt.
- Den amerikanska musikalsångaren Wendy Coates spelade 2001 in sången på albumet Journeys.

### Fotnoter
1. ↑  ”The Visitors”. Svensk mediedatabas. 6 mars 1981. https://smdb.kb.se/catalog/id/001888281. Läst 19 mars 2017.